# 瀬戸内リトリート青凪
瀬戸内リトリート青凪（せとうちリトリートあおなぎ）は、愛媛県松山市柳谷町にあるホテル。

## 概要
元々は大王製紙が1998年に開館した招待客向け宿泊施設で、2015年4月まで「エリエール美術館」として一部を一般公開していたが、「一定の役割を果たせた」としてホテルに改装。 2015年12月20日に開業した。
建物は5階建ての本館と4階建ての別館で構成され、建築家の安藤忠雄が設計・建築を手がけた。ホテルの運営はホテル･旅館運営支援を行う（株）温故知新が手がけており、瀬戸内の海をのぞむスモールラグジュアリーホテルとして運営されている。
2018年4月には「ミシュランガイド広島・愛媛2018特別版」において、5レッドパビリオン、豪華で最高級であるホテルとして紹介され、ミシュランガイドにおいて内資系ホテルでは全国唯一の受賞となった。